# (29664) 1998 WY23
A (29664) 1998 WY23 a Naprendszer kisbolygóövében található aszteroida. A LINEAR projekt keretében fedezték fel 1998. november 25-én.